# Ophiothrix stri
Ophiothrix stri is een slangster uit de familie Ophiotrichidae.
De wetenschappelijke naam van de soort werd in 2005 gepubliceerd door Gordon Hendler.